# 英国车库
英国车库（英語：UK Garage，缩写为UKG）是一种电子舞曲音乐流派，起源于20世纪90年代初期至中期的英国。该流派明显受到车库浩室音乐和丛林音乐制作方法的启发，但也融合了流行舞曲和节奏布鲁斯的元素。它的特点是打击乐、混洗节奏，带有切分音的踩镲、钹和小军鼓，可能包括
拍的浩室踢踏舞曲模式或更不规则的“二步”节奏。车库音乐曲目通常还具有“切碎”和时间拉伸或音高变化的声乐样本，以通常以130拍每分钟的速度补充底层节奏结构。
英国车库音乐包括速度车库和二步车库舞曲等子流派，然后在21世纪00年代中期被大量纳入其他音乐和制作风格，包括贝斯线、车库饶舌和回响贝斯。21世纪00年代中期，英国车库音乐的衰落催生了与之密切相关的英国时髦音乐。

## 起源
20世纪90年代初至中期，英国浩室音乐的演变，使得“速度车库”这个术语，（由天堂车库乐队的唱片骑师（DJ）们创造），被用于指代一种名为“速度车库”的新音乐形式。20世纪90年代初，速度车库音乐的先驱、美国DJ托德·爱德华兹开始重新混音更具灵魂的浩室音乐唱片，并融入了比普通浩室音乐唱片更多的时间转换和人声采样，当时他仍然居住在美国。然而，直到1994年，来自伦敦北部的DJ EZ在格林威治的一家夜总会里，获得了爱德华兹的一首曲目并以更快的节奏播放，这种音乐类型才真正开始流行起来。